# TVR Voxson
TVR Voxson è stata un'emittente televisiva nata a Roma negli anni settanta, di proprietà di Francesco Di Stefano dagli anni Novanta. Il suo sistema di trasmissione era ubicato nella struttura che fu dello stabilimento di televisori e radio Voxson, edificato nel 1957 in via di Tor Cervara, 286. In passato ha aderito ai circuiti Euro TV, Italia 7 e Europa 7.

## Storia
L'idea dell'emittente televisiva deriva dall'esperienza positiva di Radio Voxson, nata nel 1975 su idea di Francesco Mecadante, titolare dell'azienda Voxson. Le trasmissioni televisive iniziano il 22 settembre 1977.
Inizialmente la sede dell'emittente era in via Brennero, 4 a Roma. Il canale trasmetteva sulla frequenza 50 UHF e l'antenna per l'irradiazione del segnale era montata sulla torre dell'azienda omonima, in via di Tor Cervara.
Tra le produzioni più note dell'emittente vanno ricordate: Dedicato a Voi, condotto da Lamberto Giorgi, la rubrica sportiva Oggi all'Olimpico, a cura di Paolo Dentice, il quiz L'oggetto smarrito e il notiziario sportivo Io e Monna Lisa, andato in onda per 18 anni per un totale di 5400 puntate, condotti entrambi da Claudio Moroni. L'emittente portò alla ribalta una serie di commentatori, fra i quali Sandro Piccinini, che componeva la redazione assieme ad altri. Una caratteristica dell'emittente erano alcuni programmi, fra i quali quello del mattino condotto da Cinzia Visaggio, progettati in modo da essere trasmessi in diretta sia in video che utilizzando le frequenze 100.700 mhz di Radio Voxson; in tal modo era possibile intercettare e fidelizzare anche quel pubblico che in quelle ore si trovava negli uffici o per strada e che non poteva seguire la televisione.
Nel 1982 ha luogo un primo cambio di proprietà e successivamente viene acquistata da Federico Cardinali (già proprietario di Tele Città Oggi e Video Città di Terni) e affiliata al circuito Euro TV. Sempre in quell'anno, venne introdotto il jingle di questo canale, interpretato da Crystal Gayle con Debby Boone come seconda voce. Nel 1987 la sede di TVR Voxson viene trasferita a Villanova di Guidonia, in provincia di Roma, e l'emittente entra a far parte di Italia 7. Sciolto l'accordo che la legava al circuito, l'emittente torna a Roma, ma all'indirizzo di via Salaria, 91.
Nel 1997, quando viene rilevata da Francesco Di Stefano, gli studi di Voxson subiscono un ulteriore spostamento in via Archimede. 
Nel 1998 diventa la capofila della syndication Europa 7 di proprietà dello stesso editore; in questo periodo viene riportata in via Tor Cervara.
Nel 2010 cessano i programmi prodotti in proprio, cosicché TVR Voxson si concentra esclusivamente sulla programmazione di Europa 7 (anche se il logo della syndication non compare più in sovrimpressione).
A gennaio 2020 TVR Voxson spegne definitivamente i ripetitori dei propri mux, che ospitavano anche le altre due TV locali che facevano capo a Di Stefano.